# Armageddon 1999
Armageddon 1999 was een professioneel worstelpay-per-viewevenement dat geproduceerd werd door World Wrestling Federation (WWF). Dit evenement was de 1ste editie van Armageddon en vond plaats in het BankAtlantic Center in Sunrise (Florida) op 12 december 1999.
De hoofd wedstrijd was een Street Fight match tussen Triple H en Vince McMahon.

## Matchen
| Nr.                                                                          | Match | Winnaar(s)                                         |
| ---------------------------------------------------------------------------- | --- | -------------------------------------------------- |
| 1                                                                            | The Acolytes vs. The Godfather & Mark Henry vs. The Headbangers vs. Edge en Christian vs. The Hardy Boyz vs. The Dudley Boyz vs. Mean Street Posse vs. Too Cool in een tag team battle royal voor het "no. 1 contender" van het WWF Tag Team Championship op Royal Rumble | The Acolytes                                       |
| 2                                                                            | Steve Blackman vs. Kurt Angle in een één-op-één match | Kurt Angle                                         |
| 3                                                                            | Ivory (c) vs. Miss Kitty vs. Jacqueline in een Four Corners Evening Gown Swimming Pool Match voor het WWF Women's Championship | Miss Kitty (nc)                                    |
| 4                                                                            | Rikishi & Viscera vs. Crash & Hardcore Holly in een tag team match | Crash & Hardcore Holly                             |
| 5                                                                            | D'Lo Brown (c) vs. British Bulldog vs. Val Venis in een Triple Threat match voor het WWF European Championship | Val Venis (nc)                                     |
| 6                                                                            | Chyna (c) vs. Chris Jericho in een één-op-één match voor het WWF Intercontinental Championship | Chris Jericho (nc)                                 |
| 7                                                                            | X-Pac vs. Kane in een Steel Cage Match | Kane                                               |
| 8                                                                            | New Age Outlaws (c) vs. Rock 'n' Sock Connection voor het World Tag Team Championship | Rock 'n' Sock Connection (nc) door diskwalificatie |
| 9                                                                            | Big Show (c) vs. Big Boss Man in een één-op-één match voor het WWF Championship | Big Show (c)                                       |
| 10                                                                           | Mr. McMahon vs. Triple H in een Street Fight match | Triple H                                           |
| (c) huidige kampioen voor en na de match \| (nc) nieuwe kampioen na de match | |                                                    |